# Ёсимура, Сёко
Сёко Ёсимура (яп. 吉村 祥子; род. 14 октября 1968, Канагава, Япония) — японская спортсменка, борец вольного стиля, пятикратная чемпионка мира.

## Биография
Ёсимура стремилась стать профессиональным борцом, когда училась в старшей школе Сейдзё Гакуэн, потому что восхищалась «Crush Gals» (Чигуса Нагайо и Лайонесс Асука).  В 1986 году она проходила отбор в профессиональный рестлинг, но ей отказали, потому что она была слишком низкой - 153 см. В то время её пригласил бывший чемпион мира Томиаки Фукуда, что побудило её заняться вольной борьбой вместо рестлинга. В 1987 году она поступила в Университет Сайдзё. В том же году она приняла участие в первом женском чемпионате мира в Осло, где заняла третье место в весовой категории до 44 кг. В 1989 году она впервые выиграла чемпионат мира, ей также удалось выиграть и следующий чемпионат мира. Она также выиграла три чемпионата мира подряд с 1993 по 1995 год. Затем она некоторое время не занималась борьбой из-за травмы колена, но продолжала бороться до 2004 года. В 2009 году она была включена в Зал славы UWW (тогда FILA) и с тех пор тренирует женскую сборную Японии. Среди прочего, она лично тренировала Юи Сусаки с 13 лет, которая выиграла золотую медаль в весовой категории 50 кг на Олимпийских играх в Токио.